# 自行分析
自行分析是一个精神分析术语，指的是主体对自身进行的研究，它使用精神分析中的某些过程，例如自由联想和对自己的梦的分析。
自行分析不同于（对）自我（的）分析（ego-analysis），后者是指对精神分析中的自我概念进行的分析，而前者则是对自身的无意识等心理过程进行的分析。
19世纪末期和20世纪初，西格蒙德·弗洛伊德在发明精神分析的同时发明了自行分析。

## 历史和定义
根据尚·拉普朗虚和尚-柏腾·彭大历斯的说法，术语“自行分析” 指的是“自己对自己的研究，以或多或少系统的方式进行，并使用精神分析方法的某些过程，如自由联想、梦境分析、行为解释等。” 
“精神分析和自行分析是由西格蒙德·弗洛伊德于1895年至1902年间在维也纳共同发明的” ，安齐厄（Didier Anzieu）在一本精神分析史的参考书中写道，该书题为《弗洛伊德的自行分析——和精神分析的发现》。
尽管弗洛伊德没有任何介绍“自行分析”的文字 ，但他的确多次提到这个词，并提及他自己的经验，提及梦的分析方法，他认为这种方法是最基本的。当他被问到如何成为一名精神分析师时，他回答说: “通过研究自己的梦”，正如他在“论精神分析”(1909年的Über Psychoanalyse）中所写的那样。根据安齐厄的说法，他对自己的梦的分析方法证实了“他在病人的梦中发现的东西，反之亦然。他从自己的梦中更好地理解他们的梦。” 这种分析方法包括四个阶段：1）写下材料；2）将材料分解成序列；3）对序列进行自由联想；4）最后，根据想法的联想建立解释性联系。
但弗洛伊德也会对自行分析的效用持保留态度，比如他在写给威尔海姆·弗利斯的信中说：“我的自行分析一直处于中断状态。我现在明白了原因。这是因为我只能用客观获得的知识（像局外人一样）来分析自己。真正的自我分析是不可能的，否则就不会有疾病”。

### 相关链接
- 《弗洛伊德的自行分析》
- 《释梦》
- 西格蒙德·弗洛伊德
- 精神分析史